# Военный оркестр Революционных вооружённых сил Кубы
Военный оркестр генерального штаба Революционных вооружённых сил Кубы (исп. Banda de Música del Estado Mayor General de las Fuerzas Armadas Revolucionarias de Cuba) - штатное подразделение Революционных вооружённых сил Кубы.

## История
Оркестр был создан 1 апреля 1960 года по инициативе и под руководством Хуана Альмейдо Боска, предложение которого поддержал Эрнесто Че Гевара. В распоряжение оркестра передали музыкальные инструменты и прочее имущество ранее существовавшего военного оркестра расквартированного в столице пехотного полка (расформированного после победы Кубинской революции).
Во время визита Барака Обамы на Кубу в марте 2016 года оркестр впервые исполнил государственный гимн США.
В ноябре 2016 года, на похоронах Фиделя Кастро оркестр впервые исполнил марш "Eterno Fidel" (автором которого являлся руководитель оркестра Ney Miguel Milanés Galves).

## Современное состояние
Оркестр принимает участие в торжественных и праздничных мероприятиях (крупнейшим из которых является ежегодный концерт 2 января на площади Революции в Гаване). 
В числе оркестрантов - мужчины и женщины, среди которых - обучающиеся на музыкантов студенты музыкальной школы Escuela de Nivel Medio de Música José White, а также проходящие военную службу аспиранты Института искусств (Instituto Superior de Arte).